# سونيت 3
السونيت 3 هي واحدة من السوناتات الـ 154 التي كتبها الكاتب والشاعر الإنجليزي وليم شكسبير. يطلق على هذه السوناته اسم سونيتة الإنجاب، وهي جزء من سلسلة تُعرف باسم تسلسل الشباب العادل.
يطلب المتحدث من الرجل في القصيدة أن ينجب طفلاً حتى يتمكن من نقل صفاته ومظهره. يتجادل الناس حول من هو هذا "الشاب" في القصيدة، ويعتقد البعض أنه قد يكون ويليام هربرت (إيرل بيمبروك الثالث) أو هنري ريوثسلي (إيرل ساوثامبتون الثالث)، وهناك أيضاً تأويلات أخرى.

## البناء
تتبع القصيدة بنية السوناتة الشكسبيرية، والتي تتكون من أربعة عشر سطرًا يتكون كل منها من عشرة مقاطع، وهي مقسمة إلى ثلاثة أجزاء تسمى الرباعيات. مخطط القافية هو ABAB CDCD EFEF GG. تحتوي الأسطر الأربعة الأولى في السوناتة 3 على مقطع لفظي إضافي.

## تحليل
في هذا السونيت، يحث الشاعر «الشباب العادل» على الحفاظ على شيء من نفسه وشيء من الصورة التي يراها في المرآة عن طريق أبوة طفل، «الآن هو الوقت الذي يجب أن يشكل فيه وجه آخر».
تم التأكيد على الرسالة في السطور الأخيرة من القصيدة:«فإذا ما عشتَ نسياً منسياً بلا ذكرى، فسوف تموت وحيداً، وتموت معك صورتك». لن يموت الشاب فقط، ولكن ستموت أيضًا صورته - تلك الموجودة في مرآته، وأيضًا صورته التي قد يراها طفله.

## قراءات متعمقة
- Baldwin, T. W. On the Literary Genetics of Shakspeare's Sonnets. Urbana: University of Illinois Press, 1950.
- Hubler, Edwin. The Sense of Shakespeare's Sonnets. Princeton: Princeton University Press, 1952.

الطبعة الأولى؛
- شكسبير, وليم (1609). Shake-speares Sonnets: Never Before Imprinted [سونيتات شيكسبير: لم تُطبع من قبل] (بالإنجليزية). لندن: Thomas Thorpe. Retrieved 2020-04-15.
- شكسبير, وليم (1905). Lee, Sidney (ed.). Shakespeares Sonnets: Being a reproduction in facsimile of the first edition [سونيتات شيكسبير: نسخة طبق الأصل من الطبعة الأولى] (بالإنجليزية). أكسفورد: دار نشر جامعة أكسفورد. OCLC:458829162. Retrieved 2020-04-15.

طبعات مختلفة؛
- شكسبير, وليم (1916). Alden, Raymond Macdonald (ed.). The Sonnets of Shakespeare [سونيتات شيكسبير] (بالإنجليزية). بوسطن: Houghton Mifflin Company. OCLC:234756. Retrieved 2020-04-15.
- شكسبير، وليم (1944). Rollins، Hyder Edward (المحرر). A New Variorum Edition of Shakespeare: The Sonnets [2 Volumes] [طبعة فاريورم الجديدة من سونيتات شيكسبير [مجلدان]]. فيلادلفيا: ليبينكوت  [لغات أخرى]‏. OCLC:6028485.{{استشهاد بكتاب}}:  صيانة الاستشهاد: علامات ترقيم زائدة (link)

الطبعات النقدية الحديثة؛
- شكسبير، وليم (2007). Atkins، Carl D. (المحرر). Shakespeare's Sonnets: With Three Hundred Years of Commentary [سونيتات شيكسبير: مع ثلاثة قرون من التعليقات]. ماديسون: Fairleigh Dickinson University Press. ISBN:978-0-8386-4163-7. OCLC:86090499.
- شكسبير، وليم (2000) [الطبعة الأولى 1977]. Booth، Stephen (المحرر). Shakespeare's Sonnets [سونيتات شيكسبير] (ط. منقحة). نيو هافن: Yale Nota Bene. ISBN:0-300-01959-9. OCLC:2968040.
- شكسبير، وليم (2002). Burrow، Colin (المحرر). The Complete Sonnets and Poems [السونيتات والقصائد الكاملة]. The Oxford Shakespeare. أكسفورد: دار نشر جامعة أكسفورد. ISBN:978-0192819338. OCLC:48532938.
- شكسبير، وليم (2010) [الطبعة الأولى 1997]. Duncan-Jones، Katherine (المحرر). Shakespeare's Sonnets [سونيتات شيكسبير]. The Arden Shakespeare, السلسلة الثالثة (ط. منقحة). لندن: دار بلومزبري. ISBN:978-1-4080-1797-5. OCLC:755065951.
- شكسبير، وليم (1996). Evans، G. Blakemore (المحرر). The Sonnets [سونيتات شيكسبير]. The New Cambridge Shakespeare. كامبريدج: مطبعة جامعة كامبريدج. ISBN:978-0521294034. OCLC:32272082.
- شكسبير، وليم (1995) [الطبعة الأولى 1986]. Kerrigan، John (المحرر). The Sonnets ; and, A Lover's Complaint [سونيتات شيكسبير؛ و، شكوى عاشق]. New Penguin Shakespeare (ط. منقحة). دار بنجوين للنشر. ISBN:0-14-070732-8. OCLC:15018446.
- شكسبير، وليم (2006). Mowat، Barbara A.؛ Werstine، Paul (المحررون). Shakespeare's Sonnets & Poems [سونيتات وقصائد شيكسبير]. مكتبة فولجر الشكسبيرية. نيويورك: Washington Square Press. ISBN:978-0743273282. OCLC:64594469.
- شكسبير، وليم (2001). Orgel، Stephen (المحرر). The Sonnets [سونيتات شيكسبير]. The Pelican Shakespeare (ط. منقحة). نيويورك: دار بنجوين للنشر. ISBN:978-0140714531. OCLC:46683809.
- شكسبير، وليم (1997). Vendler، Helen (المحرر). The Art of Shakespeare's Sonnets [فن سونيتات شيكسبير]. كامبريدج، ماساتشوستس: دار نشر جامعة هارفارد. ISBN:0-674-63712-7. OCLC:36806589.

## وصلات خارجية
- إعادة صياغة للسوناتة.
- السوناتة 3 لشكسبير على sonnets.com.